# Hildrun Siegrist
Hildrun Siegrist (* 15. April 1944 in Kagendorf; † 17. Februar 2021 in Neustadt an der Weinstraße) war eine deutsche Politikerin (SPD).

## Leben und Beruf
Nach dem Abitur 1963 am Käthe-Kollwitz-Gymnasium Neustadt absolvierte Siegrist eine Ausbildung zum gehobenen Dienst bei der Stadt Neustadt an der Weinstraße. Anschließend studierte sie bis 1971 an der Verwaltungs- und Wirtschaftsakademie und erlangte das Verwaltungsdiplom. Danach war sie in der Verwaltung der Stadt Neustadt, beim Rechnungshof Rheinland-Pfalz und von 1995 bis 2001 in der Mainzer Staatskanzlei tätig. Siegrist war verheiratet und hatte zwei Kinder.

## Politik
1972 trat Siegrist der SPD bei. Von 1989 bis 2004 war sie Mitglied im Stadtrat von Neustadt. Darüber hinaus war sie von 1999 bis 2003 Vorsitzende des SPD-Unterbezirks Neustadt. Von 2001 bis 2011 war  Siegrist Abgeordnete des Rheinland-Pfälzischen Landtags. Sie vertrat dort den Wahlkreis 42 (Neustadt an der Weinstraße) und war Vorsitzende des Ausschusses für Gleichstellung und Frauenförderung.